# عز الدين النقيب
عز الدين بن علي بن رستم بن صالح الرفاعي النقيب هو سياسي عراقي، ولد سنة 1899 في مندلي وتوفي في بغداد في 6 شباط 1969.
كان جده صالح الرفاعي حاكما لمندلي، وقد قتله الأتراك في خان بني سعد في طريق عودته من بغداد.
أما والده علي الرفاعي النقيب فقد توفي سنة 1919.
عندما اندلعت ثورة العشرين ضد الاحتلال البريطاني في مندلي في آب 1920، عين صالح أغا النقيب حاكما لمندلي، وإلياس النقيب شقيق عز الدين عضوا في الحكومة، أما عز الدين النقيب فقد عين مسؤولا عن الأمن (ضابطاً عاماً للبلدة) وكلف بتعقب بعض العشائر التي قامت بأعمال نهب.
أصبح رءيسا لبلدية مندلي سنة 1924، ثم انتخب نائبا عن لواء ديالى في مجلس النواب العراقي في دورته الثانية وبقي نائبا في جميع الدورات حتى آخر مجلس نيابي في العهد الملكي والذي حل إثر ثورة 14 تموز 1958 باستثناء الدورة السابعة بين شباط وآب 1937.
انتخب لشغل منصب النائب الأول لرئيس مجلس النواب في 2 كانون الأول 1944، وأعيد انتخابه في 1 كانون الأول 1945 حتى 21 تشرين الثاني 1946، ثم انتخب نائبا ثانيا في 13 نيسان إلى 21 تشرين الثاني 1947. كما كان عضوا في الوفد الذي مثل العراق في المؤتمر العربي القومي المتعلق بالقضية الفلسطينية في بلودان في سوريا.
أما إلياس النقيب فقد انتخب نائبا عن لواء ديالى في مجلس النواب العراقي في دورته الأولى.
توفي عز الدين النقيب في بغداد في 6 شباط 1969.